# Abdullaevia
Abdullaevia es un género de foraminífero bentónico de la familia Nouriidae, de la superfamilia Spiroplectamminoidea, del suborden Spiroplectamminina y del orden Lituolida. Su especie tipo es Abdullaevia tosbulakensis. Su rango cronoestratigráfico abarca el Turoniense inferior (Cretácico inferior).

## Discusión
Clasificaciones previas incluían Abdullaevia en el suborden Textulariina del Orden Textulariida, o en el orden Lituolida sin diferenciar el suborden Spiroplectamminina.

## Clasificación
Abdullaevia incluye a la siguiente especie:
- Abdullaevia tosbulakensis